# Leah Callahan
Leah Mariem Lorraine Callahan-Ferguson (ur. 20 czerwca 1987) – kanadyjska zapaśniczka. Olimpijka z Londynu 2012, gdzie zajęła osiemnaste miejsce w kategorii 72 kg.
Zdobyła cztery medale na mistrzostwach panamerykańskich, złoto w 2011. Druga w Pucharze Świata w 2012; siódma w 2011 i dziesiąta w 2013. Trzecia na Światowych Igrzyskach Sportów Walki w 2010 roku.